# 감시자들 (텔레비전 프로그램)
감시자들은 매주 화요일 저녁에 KBS창원방송총국에서 방송된 한국방송공사의 텔레비전 프로그램이다.

## 기획 의도
- 우리 모두는 지켜보는 사람, 감시자들이다. MC, 패널 그리고 시청자 모두 감시자들이라는 콘셉트로 경남도내에서 일어나는 시사문제에 대한 감시를 시작한다.

## 방송 시간
| 방송 채널       | 방송 기간                          | 방송 시간                              |
| --------------- | ---------------------------------- | -------------------------------------- |
| KBS창원방송총국 | 2016년 1월 26일 ~ 2016년 4월 19일  | 매주 화요일 저녁 7:30 ~ 밤 8:25 (55분) |
| KBS창원방송총국 | 2016년 4월 26일 ~ 2018년 12월 25일 | 매주 화요일 저녁 7:35 ~ 밤 8:25 (50분) |
| KBS창원방송총국 | 2019년 1월 1일 ~ 2021년 4월 13일   | 매주 화요일 저녁 7:40 ~ 밤 8:30 (50분) |

## 진행자
- 송지원 아나운서

## 코너 소개
| 코너명             | 비고                                    |
| ------------------ | --------------------------------------- |
| 이슈토크           | 경남도내 한 주의 이슈 2개에 대한 토크   |
| 사진으로 보는 경남 | 도내 화제의 현장을 스틸 컷으로 담아본다 |

## 방송 회차

### 2016년
| 회차 | 방송일    | 제목 (원제)                                                                                         |
| ---- | --------- | --------------------------------------------------------------------------------------------------- |
| 1회  | 1월 26일  | 2016년 경남도 주요 감시리스트 대공개 / 2. 도민행복조례만들기 프로젝트 제 1탄 일상 속 조례를 찾아라! |
| 2회  | 2월 2일   | 홍지사의 법정이야기, 몽조식품 갑질논란 / 내?을 바꾼 조례                                            |
| 3회  | 2월 16일  | 네버엔딩 무상급식 논란 / 도민행복조례 만들기 1화                                                    |
| 4회  | 3월 1일   | 불안한 시민의 발, 시내버스 / 다시 돌아온 3.1절, 애국지사님 들 안녕하십니까? / 행복조례 만들기       |
| 5회  | 3월 8일   | 브레이크 없는 롯데왕국의 질주 / 아동학대. 꽃으로도 때리지 말라 / 조례 3화                           |
| 6회  | 3월 15일  | 불안한 집값, 현명한 선택은? / 조례 4화                                                              |
| 7회  | 3월 22일  | 4.13총선 본선주자, 제대로 뽑았나 / 왜 이러세요, 직장내 성추행 / 조례 5화                            |
| 8회  | 3월 29일  | 바람잘 날 없다, 경남FC / 창원의 무인도, 창원광장 / 조례 6화                                         |
| 9회  | 4월 5일   | 4.13총선, 경남지역 관전 포인트는? / 도민행복조례만들기 프로젝트 총 결산                             |
| 10회 | 4월 12일  | 공약 집중점검, 경남의 선택은?                                                                       |
| 11회 | 4월 19일  | 4.13총선 민심 성적표는? / 지역축제, 즐겁지 아니한가                                                 |
| 12회 | 4월 26일  | 4.13총선 특집, ‘당선인에게 듣는다’                                                                  |
| 13회 | 5월 3일   | 침몰위기 조선업, 돌파구는? / 도민행복만들기 프로젝트2 - 거리의 무법자 난폭버스 1회                  |
| 14회 | 5월 10일  | 시내버스 난폭운전 2화 / 39사던 터, 문제많지 말입니다 / 미세먼지의 습격                              |
| 15회 | 5월 24일  | 거리의 무법자 난폭버스 3화 / 물거품 된 진해 글로벌테마파크 / 1인가구 500만 시대, 나홀로 산다        |
| 16회 | 5월 31일  | 난폭버스 4화 / 학교급식 비리의 진실 / 비싸도 너무 비싸다! 창원시 생활요금                           |
| 17회 | 6월 7일   | 난폭버스 5화 / 경남 채무제로 달성, 빛과 그림자                                                      |
| 18회 | 6월 14일  | 시내버스 난폭운전 6화 / 다시 불붙은 영남권신공항 전쟁                                               |
| 19회 | 6월 21일  | 난폭버스 7화 / 취임2년 자치단체장 점수는?(시군 단체장)                                              |
| 20회 | 6월 28일  | 난폭운전 8화 / 취임2년 자치단체장 점수는2 - 홍준표 도지사                                           |
| 21회 | 7월 5일   | 난폭운전 9화 / 영남권신공항 또! 불시착                                                              |
| 22회 | 7월 12일  | 난폭운전 10화 / 지방의회 후반기, 아 유 레디?                                                        |
| 23회 | 7월 19일  | 난폭버스 11화 / 지진의 경고? 원전이 불안해                                                          |
| 24회 | 7월 26일  | 난폭버스 12화 / 막장, 지방의회 의장단 선거                                                          |
| 25회 | 8월 2일   | 난폭버스 13화 / 지금은 막말시대                                                                     |
| 26회 | 8월 16일  | 난폭버스 14화 / 대우조선해양의 도적들                                                               |
| 27회 | 8월 23일  | 지역 국회의원에게 듣는다                                                                            |
| 28회 | 8월 30일  | 난폭버스 15화 유령버스의 실체 / 녹조라떼 한잔 하실래예?                                             |
| 29회 | 9월 6일   | 난폭버스 16화 / 39사 특위 임무 완수?!                                                               |
| 30회 | 9월 20일  | <특집>거리의 무법자 난폭버스                                                                        |
| 31회 | 10월 4일  | 난폭버스 17화 / 파도를 넘고 넘어, 홍지사의 행보는?                                                  |
| 32회 | 10월 11일 | 난폭버스 18화 / 먹는 물, 강이냐 댐이냐?                                                             |
| 33회 | 10월 18일 | 난폭버스 19화 / 경남도의회 살아있나?                                                                |
| 34회 | 10월 25일 | 난폭버스 20화 / 20대 국회 첫 국정감사 평가 - 경남편                                                 |
| 35회 | 11월 1일  | 난폭버스 21화 / 창원시 SM 타운 건립을 바라보는 두가지 시선                                          |
| 36회 | 11월 8일  | 난폭버스 22화 / 39사터 개발 이익금 활용, 이게 최선입니까?                                           |
| 37회 | 11월 15일 | 최순실사태를 대하는 우리 지역 국회의원들의 자세 / 박종훈 교육감 친인척비리 / NC다이노스의 2016 시즌 |
| 38회 | 11월 22일 | 환경수도 창원시? 오염주도 창원시! / 2016 경상남도의회 행정사무감사 평가                             |
| 39회 | 11월 29일 | 최순실 정국, 경남 정치인들의 행보는?                                                                |
| 40회 | 12월 6일  | 난폭버스 23화 / 2017 경남도,도교육청 예산안 감시                                                    |
| 41회 | 12월 20일 | 난폭버스 24화 / 2016 감시 빅데이터                                                                  |

### 2017년
| 회차 | 방송일   | 제목 (원제)                                                                          |
| ---- | -------- | ------------------------------------------------------------------------------------ |
| 42회 | 1월 3일  | 커지는 SM타운 특혜 논란                                                              |
| 43회 | 1월 10일 | 창원시 오폐수 불법방류 감사 그 후 / 마산해양신도시, 부영과 결별... 다시 원점!        |
| 44회 | 1월 17일 | 남부내륙철도 민자 추진, 이게 최선입니까? / 저도 그 섬에 가고 싶다                    |
| 45회 | 1월 24일 | 감시자들 특집, 정치 지각 변동, 지역에 미칠 영향은?                                   |
| 46회 | 1월 31일 | 수상한 SM타운, 사업자 아티움시티의 실체                                              |
| 47회 | 2월 7일  | 혼란의 부동산, 현명한 선택은?                                                        |
| 48회 | 2월 14일 | "SM타운, 사업자 아티움시티의 실체" 방송 그 후                                        |
| 49회 | 2월 21일 | 홍지사 무죄, 다음 행보는?                                                            |
| 50회 | 2월 28일 | 김해신공항, 대국민 사기극?                                                           |
| 51회 | 3월 7일  | 미래교육재단, 출연금 10억 반환 논란 / 비어가는 교실, 작은 학교의 운명은?             |
| 52회 | 3월 14일 | 탄핵 인용, 향후 전망은? / 남해안에 불어닥친 모래전쟁                                 |
| 53회 | 3월 21일 | 대선행 열차에 몸실은 홍지사 / 중국발 사드 후폭풍                                     |
| 54회 | 3월 28일 | 불붙은 도지사 보궐선거 논란 / 4.12벚꽃보선, 전망은?                                  |
| 55회 | 4월 4일  | 그것이 알고싶다, 공직자 재산공개의 모든 것 / 같아 살자, 대형유통업체                 |
| 56회 | 4월 11일 | 2017 대선, 경남 공약을 공략하라 / 대우조선, 미워도 다시 한 번?                       |
| 57회 | 4월 18일 | 2017 대선특집! 대선 후보자들의 경남 공약 집중 분석 1                                 |
| 58회 | 4월 25일 | 2017 대선특집! 대선 후보자들의 경남 공약 집중 분석 2                                 |
| 59회 | 5월 2일  | 2017 대선특집! 도민들의 선택은?                                                      |
| 60회 | 5월 16일 | 19대 대선 평가, 달라질 경남은?                                                       |
| 61회 | 5월 23일 | 대선 이후 경남 정치권 핫이슈 / 보이지 않는 적, 미세먼지와의 전쟁                     |
| 62회 | 5월 30일 | 창원광역시 승격, 가능한가?                                                           |
| 63회 | 6월 6일  | 창원 시내버스 집중 감시, 그 후 / 다시 흐르는 강, 4대강 수문개방                      |
| 64회 | 6월 13일 | 창원 시내버스 집중 감시, 그 후 2탄 / 비정규직의 정규직화                             |
| 65회 | 6월 20일 | 경남도 권한대행체제 / 신세계 스타필드 창원 입점논란                                  |
| 66회 | 6월 27일 | 세금 새는 대산 정수장 / 진해 벚꽃 케이블카 설치 꽃길 걷나?                           |
| 67회 | 7월 4일  | 사모펀드 먹잇감 된 경남에너지? / 갑질기업, 너 떨고있니?                              |
| 68회 | 7월 11일 | 분양률 뻥튀기 주의보 / 민선 6기 3년의 흑역사, 부끄럽지 아니한가?                     |
| 69회 | 7월 18일 | 위험사회의 시그널, 흉악범죄 / 비음산터널, 드디어 뚫리나?                             |
| 70회 | 8월 1일  | 지자체 살림살이 안녕 못하다-넘쳐나는 순세계잉여금 / 북면 송전탑 갈등, 출구는 어디에? |
| 71회 | 8월 8일  | <여름특집> 지역 국회의원 별별토크 1                                                  |
| 72회 | 8월 15일 | <여름특집> 지역 국회의원 별별토크 2                                                  |
| 73회 | 8월 22일 | 임용절벽 후폭풍, 경남은? / 위안부, 아직 끝나지 않은 이야기                           |
| 74회 | 8월 29일 | 경남의 달걀은 안녕한가요? / 창녕 워터플렉스 사업, GO? STOP?                          |

### 2018년
| 회차  | 방송일    | 제목 (원제)                                                          |
| ----- | --------- | -------------------------------------------------------------------- |
| 75회  | 2월 27일  | 지난 6개월, 눈물과 충격의 사건사고 / 도지사 선거, 벌써부터 열기 후끈 |
| 76회  | 3월 6일   | 'SM타운', 검찰로 넘어간 공                                           |
| 77회  | 3월 13일  | 감시자들                                                             |
| 78회  | 3월 20일  | SM타운 쓰레기 공방                                                   |
| 79회  | 3월 27일  | 의회 패싱, 민심도 패싱?                                              |
| 80회  | 4월 10일  | 위기의 중견 조선업체, 운명은?                                        |
| 81회  | 4월 17일  | 전략공천이냐, 정략공천이냐?                                          |
| 82회  | 4월 24일  | 경남 지자체장 공천 혈투 / 학교로 번진 미투                           |
| 83회  | 5월 1일   | 알고 뽑자! 교육감 / 노동자는 일하고 싶다                             |
| 84회  | 5월 8일   | 도의원 선거 심층 탐구 / 2020년 도시공원이 사라진다                   |
| 85회  | 5월 15일  | 동네일꾼 집중탐구 / 돌봄 필요한 돌봄교실                             |
| 86회  | 5월 22일  | 바람 잘날 없는 경남 로봇랜드 / '나도 창원시장 후보다'                |
| 87회  | 5월 29일  | 교육감 후보 집중 탐색                                                |
| 88회  | 6월 19일  | 6.13선거, 경남이 '디비졌다'                                          |
| 89회  | 6월 26일  | 끝나지 않은 송전탑 전쟁 / 복지 없는 복지사                           |
| 90회  | 7월 3일   | 김경수 도정, 무엇이 달라지나                                         |
| 91회  | 7월 10일  | 도의회, 협력과 견제 사이                                             |
| 92회  | 7월 17일  | 출범! 허성무호, 이상 무?                                             |
| 93회  | 7월 24일  | 별별택배, 수상한 내막                                                |
| 94회  | 7월 31일  | 다시 불붙은 모래전쟁 / 가포고가 북면으로?                            |
| 95회  | 8월 7일   | 발등에 떨어진 불, 낙동강 녹조대란/기회는 불평등, 과정은 불공정?      |
| 96회  | 8월 14일  | 비음산터널, 개통이냐, 불통이냐?                                      |
| 97회  | 9월 4일   | 미분양 1등 경남, 악재인가 호재인가                                   |
| 98회  | 9월 11일  | 대학 구조조정, 지방대는 초비상 / 외국인 폭행사건의 전말              |
| 99회  | 9월 25일  | 뒷돈, 버스기사 채용의 내막/물 건너간 애버딘대                        |
| 100회 | 10월 2일  | 창업과 폐업사이, 경남자영업의 현실/김해신공항 비상할까, 비상일까?    |
| 101회 | 10월 9일  | 택배갈등 2라운드, 더 뜨거운 불씨/누구를 위한 공원개발인가?           |
| 102회 | 10월 16일 | LNG벙커링이 뭐기에/요양보호사의 그늘                                 |
| 103회 | 10월 23일 | 심판대에 선 부영/거창구치소 유치 논란                                |
| 104회 | 10월 30일 | 의원님, 잘 다녀오셨습니까?                                           |
| 105회 | 11월 6일  | 불타오르는 소각장 공방 / 국토균형발전 동상이몽                       |
| 106회 | 11월 13일 | 사립유치원 비리, 경남은 / 한국GM 법인분리, 먹튀논란                  |
| 107회 | 11월 20일 | 경남 학생인권조례 집중 해부                                          |
| 108회 | 11월 27일 | 병원에서 무슨 일이?                                                  |
| 109회 | 12월 4일  | 가야사&학교, 뭣이 중한디? / 기대 반 우려 반, 자치경찰제              |
| 110회 | 12월 11일 | 인재스쿨 특혜 공방                                                   |
| 111회 | 12월 18일 | 공공병원, 다시 수면위로                                              |
| 112회 | 12월 25일 | 총장은 누가 뽑습니까? / 유원지 안 예식장?                            |

### 2019년
| 회차  | 방송일    | 제목 (원제)                                                         |
| ----- | --------- | ------------------------------------------------------------------- |
| 113회 | 1월 1일   | 새 해, 기승전 일자리                                                |
| 114회 | 1월 8일   | 무상급식시대, 양보다 질                                             |
| 115회 | 1월 15일  | 인권경찰, 어디까지 왔나? / 입주 연기, 그 후                         |
| 116회 | 1월 22일  | 청년몰, 애물단지 vs 보물단지                                        |
| 117회 | 1월 29일  | 거가대교 통행료, 얼마면 돼?                                         |
| 118회 | 2월 5일   | 김지사 구속, 경남도정은? / 고향세, 고향을 부탁해                    |
| 119회 | 2월 12일  | 서부경남 시대 활짝, 걱정도 살짝 / 근대 건축물 관심 좀!              |
| 120회 | 2월 19일  | 대우조선 매각/진주시내버스 파업                                     |
| 121회 | 2월 26일  | 조합장 선거/동물화장장 논란                                         |
| 122회 | 3월 5일   | 지역주택조합,모르면 당한다/품행제로 지방의원, 징계는 패스?          |
| 123회 | 3월 12일  | 당신의 일터는 안전합니까?/직업계고에 무슨 일이                      |
| 124회 | 3월 19일  | 끝나지 않은 진주시내버스 파업 / 라돈 검출 아파트, 대책은?           |
| 125회 | 4월 2일   | 4대강 보 해체 수순, 낙동강은?                                       |
| 126회 | 4월 9일   | 건축몰 미술품이 수상해                                              |
| 127회 | 4월 16일  | 여영국 국회의원에게 듣는다 / 분양보증 사고, '에르가 사태'가 남긴 것 |
| 128회 | 4월 23일  | 1급 친일파? 가요계 거목? / 운전 졸업, 고령운전자의 선택은?          |
| 129회 | 4월 30일  | 선거법 위반, 법정에 선 지자체장들 / 의원님은 투잡 중?               |
| 130회 | 5월 21일  | 원청 무죄, 책임 없다고? / 김 대리의 외침                            |
| 131회 | 5월 28일  | 진해신항, 냉담한 어민들/SM타운 특혜, 혹시나 했는데 역시나!          |
| 132회 | 6월 4일   | 창원시내버스 준공영제 OK? / 진주 공룡발자국 어디로?                 |
| 133회 | 6월 11일  | 토요애가 비리에 / 사랑으로도 때리지 마라                            |
| 134회 | 6월 18일  | 학생인권조례제정 / 강사잡는 강사법                                  |
| 135회 | 6월 25일  | 거창국제연극제 파행, 또? / 마산보도연맹, 96년만의 재심              |
| 136회 | 7월 2일   | 김경수 도정 1년, 어떤 변화가?                                       |
| 137회 | 7월 9일   | 노동기획- 길위의 노동자, 라이더 / 마산로봇랜드, 아직도 준비중?      |
| 138회 | 7월 16일  | 노동자들<톨게이트 수납원>/화력발전소때문에 못살겠다                 |
| 139회 | 7월 23일  | [노동기획]환경미화원/우리동네에 의료폐기물이?                       |
| 140회 | 8월 13일  | 노동자들 - 도시가스 민원기사 / 초대형 이순신동상, 최선입니까?       |
| 141회 | 8월 20일  | 직장 내 괴롭힘, 이제 불법?/산업단지가 가라앉는다고?                 |
| 142회 | 8월 27일  | 노동자들 - 대리운전 기사 / 아파트 내 도로는 안전 사각지대           |
| 143회 | 9월 3일   | 사회복지사의 복지는 어디에?/경찰이 이래도 돼?                       |
| 144회 | 9월 10일  | 의원님, 잘 지내십니까?                                              |
| 145회 | 9월 17일  | 어영부영 나라 땅을 꿀꺽?                                            |
| 146회 | 9월 24일  | 출장비는 쌈짓돈? / 농민수당, 현실로?                                |
| 147회 | 10월 1일  | 한화, 노조방해는 현재 진행형? / 의료폐기물을 몰래 태웠다고?         |
| 148회 | 10월 8일  | 성매매 집결지 폐쇄, 안하나 못하나? / 창원집트랙, 탈 수 있을까?      |
| 149회 | 10월 15일 | 창원 스타필드, 드디어? / 지역화폐, 써보셨습니까?                    |
| 150회 | 10월 22일 | 발전소 건설현장, 사고는 계속?/민원기사는 정직 중                    |
| 151회 | 10월 29일 | 국감 속 경남 이슈는?/탈원전 2년, 경남경제는 빨간 불?                |
| 152회 | 11월 5일  | 마산로봇랜드 고? 스톱? / 장밋빛 산단이 빚더미로?                    |
| 153회 | 11월 12일 | 마창대교 통행료는 OK? / 본부인듯 본부 아닌 창원소방본부             |
| 154회 | 11월 19일 | 택시기사는 최저임금 소송중 / 풍력아 멈추어다오                      |
| 155회 | 11월 26일 | 사업인가, 무리수인가? / 추락하는 사천공항, 활로는?                  |
| 156회 | 12월 3일  | 2019 행정사무감사 돋보기 / 끝없는 산단 구하기?                      |
| 157회 | 12월 10일 | 선거법 변수, 지역 정가는? / 대봉늪 갈등, 점점 더 늪으로?            |
| 158회 | 12월 17일 | 화력발전소는 산재화약고?                                            |
| 159회 | 12월 24일 | 임대아파트의 봄날은?                                                |
| 160회 | 12월 31일 | 혈세낭비 지자체사업, 쫌!                                            |

### 2020년
| 회차  | 방송일   | 제목 (원제)                                                                |
| ----- | -------- | -------------------------------------------------------------------------- |
| 161회 | 1월 7일  | 2020년, 노동자에게도 해 뜰 날 올까?                                        |
| 162회 | 1월 14일 | 2020 경남도정은?/신공항논란                                                |
| 163회 | 1월 21일 | 직장갑질금지법 있으나마나                                                  |
| 164회 | 1월 28일 | 창원시의 밀린 숙제, 올해는 꼭                                              |
| 165회 | 2월 4일  | 웅동지구에 짤간 불이? / 방과후코디가 자원봉사자?                           |
| 166회 | 2월 11일 | 올드보이의 귀환/김경수 2심선고 연기, 왜?                                   |
| 167회 | 2월 18일 | 남부내륙철도, 막오른 노선전쟁/황강의 기적인가? 합천판 4대강인가?           |
| 168회 | 3월 17일 | 코로나19, 자영업이 흔들/두산중공업 구조조정, 누구 탓?                      |
| 169회 | 3월 24일 | 여기 공공병원 추가요! / 웅동지구개발 이대로 GO?                            |
| 170회 | 3월 31일 | D-15, 막 오른 총선 전쟁 / 전·현직 군수의 추락, 왜?                         |
| 171회 | 4월 14일 | 내일은 국회의원 뽑는 날                                                    |
| 172회 | 4월 21일 | 4.15 총선이 남긴 것                                                        |
| 173회 | 4월 28일 | 재난지원금 얼마나 받아요?                                                  |
| 174회 | 5월 5일  | 산업안전법, 바뀌나 마나?                                                   |
| 175회 | 5월 12일 | 부산시장 사퇴, 경남 파장은?                                                |
| 176회 | 5월 19일 | 코로나19발 고용쇼크, 경남도 휘청?                                          |
| 177회 | 5월 26일 | 경비노동자의 죽음, 그후/일해의 흔적 이대로?                                |
| 178회 | 6월 2일  | 21대 국회, 민생을 부탁해/ '현장감시' 민식이법 시행 두 달, 안전한 통학로는? |
| 179회 | 6월 9일  | 요양없는 노인요양원, 해법은?/산청 샘물공장 증설 논란                       |
| 180회 | 6월 16일 | 풍요속의 빈곤, 일 좀 주소!/사천시 폐기물 책임은?                           |
| 181회 | 6월 23일 | 매맞는 공무원, 대책은?/유적지 부실관리, 책임은 누가?                       |
| 182회 | 6월 30일 | 통합창원시, 통했습니까?/화물차 불법 주차문제                               |
| 183회 | 7월 7일  | 명덕마을을 구해줘/물놀이 안전 비상                                         |
| 184회 | 7월 14일 | 학교가 포위됐다?/거제 아파트의 부실현장                                    |
| 185회 | 7월 21일 | 해고 청원경찰의 청원은?/김해 척촉원 개발 논란                              |
| 186회 | 8월 11일 | 하동에 웬 알프스? / 일제잔재 청산                                          |
| 187회 | 8월 18일 | 학교에서 불법 촬영을? / 허울뿐인 산사태 관리, 예고된 인재?                 |
| 188회 | 8월 25일 | 지심도에서 생긴 일/양산 건설폐기물 논란                                    |
| 189회 | 9월 1일  | 방과후학교는 없다? / 진주 양옥마을 침수가구, 대책은?                       |
| 190회 | 9월 8일  | 의료격차, 지역은 서럽다/통영 폐선박문제                                    |
| 191회 | 9월 15일 | 경남에서 청년으로 산다는 건?/예고된 참사, 거제 아파트 산사태               |
| 192회 | 9월 22일 | 재난지원금 사각해소는?/유기견보호소 문제                                   |
| 193회 | 9월 17일 | 지방대, 살아남을 수 있을까?/조선소가 있는 마을, 과연 무슨 일이?            |